# Кулик-довгоніг австралійський
Кулик-довгоніг австралійський (Cladorhynchus leucocephalus) — вид сивкоподібних птахів родини чоботарових (Recurvirostridae).

## Поширення
Вид мешкає на солоних озерах у пустелях Австралії.

## Розмноження
Відкладає 3-4 білих або коричневих яєць.